# WinCC
SIMATIC WinCC est un système de contrôle et d'acquisition de données (SCADA) ainsi qu'une interface homme-machine développés par Siemens. Les SCADA sont particulièrement utilisés dans la surveillance des processus industriels et des infrastructures. SIMATIC WinCC peut être utilisé avec Siemens PCS7 et Teleperm. WinCC est conçu pour fonctionner sur des systèmes Windows,. Il utilise Microsoft SQL Server pour gérer les connexions. Il est également accompagné de VBScript et d'applications d'interface en langage C.
WinCC a été l'un des premiers systèmes à être la cible de virus, notamment celui de Stuxnet.